# Strabon

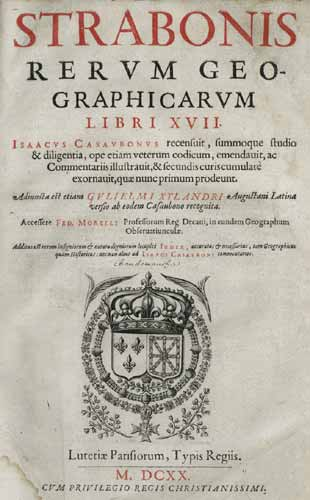
Coperta ediției din 1620 a operei fundamentale a lui Strabon

Strabon (în greacă veche Στράβων, în varianta latinizată Strabo; d. 21 sau 26 d. Hr.) era de fapt o poreclă, însemnând Sașiul, purtată de un vestit istoric și geograf antic grec.
A studiat în Asia Minor, Armenia, Grecia, Roma și Alexandria și a călătorit în Europa, Africa și Asia Mică, până la Marea Roșie. 
Primele schițe istorice, cuprinse în 47 de cărți, scrise probabil între 27 î. Hr. și 7 d. Hr, citate de autori ce i-au urmat, s-au pierdut aproape în întregime.
Apoi a scris Geografia, pe baza propriilor observații și a operelor predecesorilor săi, inclusiv Homer, Eratosthenes, Polybius și Poseidonius. Lucrarea conține, pe lângă material istoric, o serie de descrieri de locuri (clima, relieful, hidrografia) și popoare, cu aspecte etnografice și mitologice, constituind un bogat izvor de cunoștințe despre lumea antică. Valoarea lucrării este inegală, în mare măsură fiindcă Strabon a avut o încrederere deplină în scrierile lui Homer, considerând că acesta a avut o cunoaștere exactă a locurilor și neamurilor despre care narează în epopeile sale și deoarece nu a inclus datele din Istoriile lui Herodot.
Geografia s-a păstrat aproape în întregime, cu excepția unui fragment al cărții a 7-a, din care însă au rămas totuși numeroase fragmente. Lucrarea este împărțită în 17 cărți.: 
- 2 cărți introductive (discuție despre definiția și cadrul geografiei)
- 8 cărți despre Europa
- 6 cărți despre Asia
- 1 carte despre Africa, mai ales Egipt.

### Textul on-line al operei fundamentale a lui Strabon,Rerum Geographicarum
- Strabo; coauthors:H.L. Jones (Editor) (1924). „The Geography of Strabo” (html). LacusCurtius. Bill Thayer. pp. Books 1‑9, 15‑17. Accesat în 23 ianuarie 2008. - Text în limba engleză
- Strabo; coauthors: H.L. Jones (Editor) (1924). „The Geography of Strabo” (html). The Perseus Digital Library. Tufts University. pp. Books 6‑14. Accesat în 23 ianuarie 2008. - Text în limba engleză
- Strabo; coauthors: H.C. Hamilton & W. Falconer (Editors) (octombrie 1903). „Strabo, Geography” (html). The Perseus Project. Tufts University. pp. complete. Accesat în 23 ianuarie 2008. - Text în limba engleză
- Strabo; coauthors: A. Meineke (Editor) (mai 1852). „Geographica” (html). The Perseus Project. Tufts University. pp. Books 6–14. Accesat în 3 noiembrie 2007.